# تريفور جونز (سياسي)
تريفور جونز (بالإنجليزية: Trevor Jones)‏ هو سياسي بريطاني، ولد في 17 ديسمبر 1926 في المملكة المتحدة، وتوفي في 9 سبتمبر 2016. حزبياً، نشط في الديمقراطيون الليبراليون.